# Nicolai Wammen
Nicolai Halby Wammen, född 7 februari 1971 i Holbæk, Danmark, är en politiker för Socialdemokratiet, som är Danmarks finansminister sedan 2019. Han var europaminister 2011 till 2013 och försvarsminister 2013 till 2015. Wammen var borgmästare i Århus kommun 2006 till 2011 och har suttit i folketinget för Socialdemokratiet 2001-2005 och sedan 2011.

## Bakgrund
Wammen är son till journalist Christian Frederik Wammen och talpedagog Lotte Halby Wammen och växte upp i Århus. Han avslutade folkskolan på Brobjergskolen i Århus 1987 och gick därefter på high school i Massachusetts, USA. Han tog studenten från Marselisborg gymnasium 1991 och 2001 tog han magisterexamen i statsvetenskap vid Århus universitet.

## Politisk karriär
Nikolai Wammen var ordförande för Frit Forum i Århus 1996 till 1997. Han satt i Århus kommunfullmäktige (byråd) 1997-2001, där han var viceordförande i den socialdemokratiska fullmäktigegruppen och dess talesperson. Han var ordförande i skol- och kulturutskottet samt medlem i ekonomiutskottet. Han satt i styrelsen för Århus festuge 1997-2001.

### Borgmästare i Århus
Han blev vald till Socialdemokraternes borgmästarkandidat i Århus i november 2004 och blev vald till borgmästare efter kommunvalet 2005. Hon vann över och tog över efter Venstres Louise Gade. Därmed återtog partiet borgmästareposten som de med undantag för perioden 2001-2005 alltid haft tidigare.
I egenskap av borgmästare var han ordförande för Aarhus Festuge och Århus hamn samt medlem i styrelsen för KL och Danske Havne och vice ordförande för kommunkontaktrådet för Region Midtjylland och kretsråder för Østjyllands polis, styrelsemedlem i KMD, medlem i Region Midtjyllands kontaktutskott, medlem av Vækstforum Midtjylland och medlem av ordförandeskapet för yrkeskonstaktsutskottet i Aarhus kommun. Han avgick som borgmästare i augusti 2011 för att istället ställa upp i folketingsvalet 2011. Har ersattes av partikollegan Jacob Bundsgaard Johansen.

### Folketinget och minister
Nikolai Wammen var Socialdemokraternes folketingskandidat i Skanderborgkretsen från sommaren 1997 till 2004 och satt i folketinget 2001 till 2005. Han var gruppledare för Socialdemokraterne i finansutskottet 2001 till 2004. Efter att åter ha blivit vald in i folketinget efter valet 2011 blev Wammen utnämnd tilll europaminister, en post han behöll till augusti 2013, då han istället blev försvarsminister 2013 efter sin partikamrat Nick Hækkerup. Med Wammen som försvarsminister skrevs avtal om en omorganisering av försvaret 10 april 2014 vilket bl.a. medförde att  Forsvarets Sundhedstjeneste flyttade till Århus. Efter regeringsskiftet i 2015, då Mette Frederiksen blev partiledare för Socialdemokratiet, blev Wammen talesperson för partigruppen i folketinget. Nicolai Wammen har även suttit i den Det Udenrigspolitiske Nævn i Folketinget.
Under valkampanjen 2019 var han de första dagarna Socialdemokratiets frontfigur, då partiledare Mette Frederiksen var sjukskriven. Senare var han en av Frederiksens följeslagare under regeringsförhandlingarna, och då den socialdemokratiska minoritetsregeringen bildades 27 juni 2019, blev han finansminister.
Wammen har en son, född 2011.